# Сегіште
Сегіште (рум. Seghiște) — село у повіті Біхор в Румунії. Входить до складу комуни Лунка.
Село розташоване на відстані 365 км на північний захід від Бухареста, 73 км на південний схід від Ораді, 88 км на захід від Клуж-Напоки, 130 км на північний схід від Тімішоари.

## Населення
За даними перепису населення 2002 року у селі проживали 616 осіб, з них 614 осіб (99,7%) румунів. Рідною мовою 615 осіб (99,8%) назвали румунську.